# Rybník (powiat Revúca)
Rybník – wieś (obec) na Słowacji położona w kraju bańskobystrzyckim, w powiecie Revúca. Pierwsze wzmianki o miejscowości pochodzą z roku 1266.
Według danych z dnia 31 grudnia 2012, wieś zamieszkiwało 157 osób, w tym 76 kobiet i 81 mężczyzn.
W 2001 roku rozkład populacji względem narodowości i przynależności etnicznej wyglądał następująco:
- Słowacy – 65,77%
- Romowie – 31,54%
- Ukraińcy – 0,67%
- Węgrzy – 1,34%

Ze względu na wyznawaną religię struktura mieszkańców kształtowała się w 2001 roku następująco:
- Katolicy rzymscy – 71,81%
- Ewangelicy – 11,41%
- Prawosławni – 0,67%
- Ateiści – 10,74%
- Nie podano – 1,34%